# Dom van Wetzlar
De Dom van Wetzlar is een kerk in de Duitse stad Wetzlar (Hessen). Als simultaankerk wordt de dom sinds de 16e eeuw zowel door de Evangelische Kerk in Duitsland als de Rooms-Katholieke Kerk gebruikt. Ondanks de benaming dom is het geen kathedraal.
De bouw van de dom begon in 1230 en is nog steeds niet voltooid, aangezien de westzijde geen noordelijke toren heeft. Het is een van de oudste gotische kerken in Duitsland, maar vertoont vanwege de lange tijd dat eraan gebouwd is ook kenmerken van de romaanse stijl en de barokke architectuur. De kerktoren heeft een hoogte van ongeveer vijftig meter.